# شیم سونگ بو
شیم سونگ بو (زاده ۱۹۷۲) کارگردان و فیلمساز اهل کره جنوبی است. او در سال ۲۰۱۴ مه دریا را کارگردانی کرد که به عنوان نماینده کره جنوبی برای هشتاد و هفتمین دوره جوایز اسکار انتخاب شد.